# The Principle of Moments
Albums de Robert Plant
Pictures at Eleven
(1982) The Honeydrippers: Volume One
(1984)
Singles
1. Big Log
Sortie : 1983
2. In the Mood
Sortie : 1983
3. Other Arms
Sortie : 1983
4. Horizontal Departure
Sortie : 1983

The Principle of Moments est le deuxième album studio de Robert Plant. Il est sorti le 11 juillet 1983 sur le label Atlantic Records et est produit par Robert Plant, Benji LeFevre et Pat Moran.

## Historique
Cet album est enregistré en 1983 dans les Studios Rockfield près de Monmouth au Pays de Galles.
On y retrouve Phil Collins à la batterie sur cinq chansons, comme dans le précédent album, et Barriemore Barlow, ancien batteur du groupe Jethro Tull, sur les deux autres titres. Et pour la chanson "Big Log", le claviériste Gerald Woodroffe a programmé une boîte à rythmes Roland TR-808. Le reste des musiciens ne change pas par rapport à Pictures at Eleven.
L'album se classe 7e au UK Albums Chart (disque d'or) et 8e au Billboard 200(certifié disque de platine).
Une tournée couronnée de succès suit la publication de cet album. Phil Collins est le batteur sur l'album et pour la  tournée, mais Richie Hayward du groupe Little Feat le remplace lors des concerts en Australasie.
En 2007, une réédition remastérisée, avec quatre titres bonus, est publiée par Rhino Entertainment.

## Titres
| 1. | Other Arms             | Robert Plant, Robbie Blunt  | 4:20 |
| 2. | In the Mood            | Plant, Blunt, Paul Martinez | 5:19 |
| 3. | Messin' with the Mekon | Plant, Blunt, Martinez      | 4:40 |
| 4. | Wreckless Love         | Plant, Blunt                | 5:18 |

| 1. | Thru' with the Two Step          | Plant, Blunt, Martinez                 | 5:33 |
| 2. | Horizontal Departure             | Plant, Blunt, Martinez, Jezz Woodroffe | 4:19 |
| 3. | Stranger Here... Than Over There | Plant, Blunt, Martinez, Woodroffe      | 4:18 |
| 4. | Big Log                          | Plant, Blunt, Woodroffe                | 5:03 |

| 9.  | In the Mood (Live)             | Plant, Blunt, Paul Martinez       | 7:35  |
| 10. | Thru' with the Two Step (Live) | Plant, Blunt, Martinez            | 11:11 |
| 11. | Lively Up Yourself (Live)      | Bob Marley                        | 3:04  |
| 12. | Turnaround                     | Plant, Blunt, Martinez, Woodroffe | 4:55  |

Les titres enregistrés en public proviennent du concert donné à Houston, Texas le 20 septembre 1983

## Musiciens
- Robert Plant : chant
- Robbie Blunt : guitares
- Paul Martinez : basse
- Jezz Woodroffe : claviers
- Phil Collins : batterie sauf sur 4, 7 et 8
- Barriemore Barlow : batterie sur 4, et 7
- Roland TR-808 : boîte à rythmes
- Bob Mayo : guitares, claviers, chœurs sur les trois titres live de la réédition de 2007
- John David et Ray Martinez : chœurs

## Charts et certifications

### Album
Charts
| Pays             | Durée du classement | Meilleur classement | Date              |
| ---------------- | ------------------- | ------------------- | ----------------- |
| Allemagne        | 10 semaines         | 51e                 | 3 octobre 1983    |
| Canada           | 29 semaines         | 6e                  | 3 septembre 1983  |
| États-Unis       | 40 semaines         | 8e                  | 8 octobre 1983    |
| Nouvelle-Zélande | 29 semaines         | 1er                 | 16 octobre 1983   |
| Pays-Bas         | 16 semaines         | 3e                  | 10 septembre 1983 |
| Royaume-Uni      | 14 semaines         | 7e                  | 20 août 1983      |
| Suède            | 2 semaines          | 41e                 | 23 août 1983      |

Certifications
| Pays        | Certification | Ventes      | Date              |
| ----------- | ------------- | ----------- | ----------------- |
| États-Unis  | Platine       | 1 000 000 + | 12 janvier 1984   |
| Royaume-Uni | Or            | 100 000 +   | 26 septembre 1983 |

### Singles
Charts
| Single                 | Chart                  | Durée du classement | Position | Date             |
| ---------------------- | ---------------------- | ------------------- | -------- | ---------------- |
| "Big Log"              | Hot 100                | 16 semaines         | 20e      | 15 octobre 1983  |
| "Big Log"              | Mainstream Rock Tracks | 23 semaines         | 6e       | 8 octobre 1983   |
| "Big Log"              | UK Singles Chart       | 10 semaines         | 11e      | 13 août 1983     |
| "Big Log"              | (V) Ultratop           | 10 semaines         | 5e       | 15 octobre 1983  |
| "Big Log"              | RPM Top Singles        | 15 semaines         | 31e      | 3 décembre 1983  |
| "Big Log"              | RMNZ Singles Top40     | 15 semaines         | 7e       | 16 octobre 1983  |
| "Big Log"              | Mega Top 50            | 11 semaines         | 5e       | 8 octobre 1983   |
| "In the Mood"          | Hot 100                | 12 semaines         | 39e      | 15 octobre 1983  |
| "In the Mood"          | Mainstream Rock Tracks | 23 semaines         | 4e       | 1er octobre 1983 |
| "In the Mood"          | UK Singles Chart       | 2 semaines          | 81e      | 3 décembre 1983  |
| "Other Arms"           | Mainstream Rock Tracks | 21 semaines         | 1er      | 13 août 1983     |
| "Horizontal Departure" | Mainstream Rock Tracks | 1 semaines          | 44e      | 13 août 1983     |